# Liste des béatifications prononcées par Benoît XVI
Ceci est la liste des béatifications approuvées par Benoît XVI. Ce qui ne veut pas dire qu'il en présida la cérémonie et liturgie officielle. Benoît XVI est en effet revenu à l'usage antique de ne généralement plus présider lui-même les cérémonies de béatification. Au cours de son pontificat, il y eut 116 cérémonies (dans 15 pays européens, 6 américains, 1 africain et 4 asiatiques)
Avec son prédécesseur, le pape Jean-Paul II, il aura béatifié (et canonisé) autant de personnes que durant les cinq siècles précédents. Les béatifications que Benoît XVI a approuvées s'élèvent au nombre de 130, pour un total de 869 bienheureux.

## 2005
| N° | Image | Bienheureux                                 | Date de béatification | Lieu de béatification                   | Informations |
| -- | ----- | ------------------------------------------- | --------------------- | --------------------------------------- | --- |
| 1  |       | Marianne Cope Sainte depuis 2012            | 14 mai 2005           | Basilique Saint-Pierre, Cité du Vatican | (1838-1918), religieuse franciscaine de Syracuse germano-américaine, qui abandonna tout pour être missionnaire sur les îles d'Hawaï, notamment à Molokai, où elle fut l'apôtre des lépreux, se dévouant à leur rendre leur dignité par la création d'écoles, d'hôpitaux et en les éduquant dans la foi chrétienne. |
| 2  |       | Ascensión Nicol Goñi                        | 14 mai 2005           | Basilique Saint-Pierre, Cité du Vatican | (1868-1940), religieuse espagnole, missionnaire en Amérique latine où elle fonda la Congrégation des Sœurs missionnaires dominicaines du Saint-Rosaire, consacrée au catéchisme et à l'enseignement des jeunes. |
| 3  |       | Ignace Kłopotowski                          | 19 mai 2005           | Varsovie, Pologne                       | (1866-1931), prêtre polonais. Curé à Varsovie, il s'employa à rechristianiser la population par la presse catholique et l'enseignement, et à soulager la pauvreté, notamment celle des enfants abandonnés. Il créa les Sœurs de la Bienheureuse Vierge Marie de Lorette pour l'aider dans ses œuvres. |
| 4  |       | Ladislas Findysz                            | 19 mai 2005           | Varsovie, Pologne                       | (1907-1964), prêtre polonais et martyr. Curé de Nowy Żmigród, il se dépensa beaucoup pour remédier aux misères humaines et spirituelles de ses paroissiens, d'abord pendant la Seconde Guerre mondiale puis sous le régime communiste. Arrêté par la police politique, il fut torturé et soumis à diverses pressions pendant plusieurs années. Il succomba aux sévices subis peu après sa libération de prison.                                                        |
| 5  |       | Bronislas Markiewicz                        | 19 mai 2005           | Varsovie, Pologne                       | (1842-1912), prêtre polonais. Curé de paroisse particulièrement dévoué aux plus pauvres, il devient salésien à 43 ans, après sa rencontre avec saint Jean Bosco. Il implante la méthode salésienne en Pologne, crée des écoles pour le enfants abandonnés, et fonde pour l'aider dans cette tâche la Congrégation de Saint Michel Archange et celle des Sœurs de Saint Michel Archange.                                                                                |
| 6. |       | Clemens August von Galen                    | 9 octobre 2005        | Basilique Saint-Pierre, Cité du Vatican | (1878-1946), évêque de Münster et cardinal. Il fut un farouche opposant du nazisme, dont il condamna les atrocités publiquement, au cours de sermons mémorables. Au péril de sa vie il tenta d'épargner la population de la barbarie nazie. Au lendemain la guerre, il fut créé cardinal par Pie XII, en reconnaissance de son courage. |
| 7  |       | María De Los Ángeles Ginard Martí           | 29 octobre 2005       | Basilique Saint-Pierre, Cité du Vatican | (1894-1936), religieuse espagnole, fusillée pendant la guerre d'Espagne |
| 8  |       | Josep Tàpies et six compagnons              | 29 octobre 2005       | Basilique Saint-Pierre, Cité du Vatican | Sept prêtres du diocèse d'Urgel, fusillés pendant la guerre d'Espagne |
| 9. |       | Eurosia Fabris                              | 6 novembre 2005       | Vicence, Italie                         | (1866-1932), épouse et mère de famille italienne. En plus de l'éducation de ses 9 enfants, elle s'engagea activement dans sa paroisse, s'occupa des plus nécessiteux et se montra toujours disponible envers tous. Elle fut l'exemple de ceux qui la côtoyait, par le don constant de sa personne et par sa piété. |
| 10 |       | Charles de Foucauld                         | 13 novembre 2005      | Basilique Saint-Pierre, Cité du Vatican | (1858-1916), prêtre français. Après une vie dissolue comme officier, il fit l'expérience d'une conversion profonde qui l'amèna à vivre l'évangile avec radicalité. D'abord trappiste, il se retira ensuite comme ermite en Palestine puis dans le Sahara, où il vécut auprès des Touaregs, prêchant la foi chrétienne par l'exemple. Assassiné par des pillards, il laissa un important héritage spirituel.                                                            |
| 11 |       | Maria Pia Mastena                           | 13 novembre 2005      | Basilique Saint-Pierre, Cité du Vatican | (1881-1951), religieuse italienne. Des expériences mystique la poussèrent à se consacrer dans la vie religieuse, d'abord comme cistercienne, puis en ayant l'inspiration de fonder sa propre congrégation, celle des Sœurs de la Sainte Face, consacrée aux œuvres paroissiales, à l'évangélisation et aux œuvres de charité. |
| 12 |       | Maria Crocifissa Curcio                     | 13 novembre 2005      | Basilique Saint-Pierre, Cité du Vatican | (1877-1957), religieuse italienne. Animée d'une vie mystique depuis sa jeunesse, elle souhaita unir la spiritualité du Carmel à la mission. Elle fonda alors, non sans difficultés, les Carmélites missionnaires de Sainte Thérèse de l'Enfant-Jésus, pour conduire les personnes à Dieu, à travers de multiples œuvres éducatives et d'assistance. |
| 13 |       | Anacleto Gonzales Flores et 8 compagnons    | 20 novembre 2005      | Guadalajara, Mexique                    | Victimes de la persécution menée contre le clergé au sein de la guerre des cristeros |
| 14 |       | Angel Dario Acosta Zurita                   | 20 novembre 2005      | Guadalajara, Mexique                    | (1908-1931), prêtre mexicain, fusillé pendant la guerre des cristeros |
| 15 |       | José Luis Sanchez del Rio Saint depuis 2016 | 20 novembre 2005      | Guadalajara, Mexique                    | (1913-1928), jeune martyr mexicain. Se distinguant par sa piété dès son plus jeune âge, il s'engage aux côtés des cristeros comme porte-drapeau pour soutenir la cause du Christ. Capturé par l'armée, il est enfermé dans la sacristie d'une église pendant plusieurs jours, avant que ses geôliers lui promettent de la libérer s'il crie : « Mort au Christ Roi ». Il refuse et crie : « Vive le Christ Roi ». Torturé, il est finalement exécuté. Il avait 14 ans. |

## 2006
| No. | Image | Bienheureux                                         | Date de béatification | Lieu de béatification  | Informations                                                                                       |
| --- | ----- | --------------------------------------------------- | --------------------- | ---------------------- | -------------------------------------------------------------------------------------------------- |
| 1.  |       | Élie de Saint Clément                               | 18 mars 2006          | Bari, Italie           | (1901-1927), religieuse carmélite italienne, et mystique                                           |
| 2.  |       | Augustin Thevarparampil                             | 30 avril 2006         | Ramapuram, Inde        | (1891-1973), prêtre indien, apôtre des "intouchables"                                              |
| 3   |       | Luigi Monza                                         | 30 avril 2006         | Milan, Italie          | (1897-1954), prêtre italien, fondateur d'instituts religieux                                       |
| 4   |       | Louis Biraghi                                       | 30 avril 2006         | Milan, Italie          | (1801-1879), prêtre italien, fondateur des sœurs de Sainte Marcelline                              |
| 5.  |       | Marie-Thérèse de Saint Joseph                       | 13 mai 2006           | Ruremonde, Pays-Bas    | (1855-1938), religieuse allemande, fondatrice des Carmélites du Divin Cœur de Jésus                |
| 6.  |       | Marie de la Passion Tarallo                         | 14 mai 2006           | Naples, Italie         | (1866-1912) religieuse mystique italienne membre des sœurs crucifiées adoratrices de l'Eucharistie |
| 7.  |       | Rita Amada de Jésus                                 | 28 mai 2006           | Viseu, Portugal        | (1848-1913), religieuse portugaise, fondatrice des Sœurs de l'Institut de Jésus, Marie et Joseph   |
| 8.  |       | Eustache van Lieshout                               | 15 juin 2006          | Belo Horizonte, Brésil | (1890-1943), prêtre picpucien hollandais, missionnaire au Brésil                                   |
| 9.  |       | Sára Salkaházi                                      | 17 septembre 2006     | Budapest, Hongrie      | (1899-1944), religieuse et résistante hongroise, déclarée Juste parmi les nations                  |
| 10. |       | Mosè Tovini                                         | 17 septembre 2006     | Brescia, Italie        | (1877-1930), prêtre italien, professeur au séminaire de Brescia et formateur.                      |
| 11. |       | Marie Thérèse de Jésus (Scrilli)                    | 8 octobre 2006        | Fiesole, Italie        | (1825-1889), carmélite italienne, fondatrice des Sœurs de Notre-Dame du Mont-Carmel.               |
| 12. |       | Paul Josef Nardini                                  | 22 octobre 2006       | Spire, Allemagne       | (1821-1862), prêtre allemand, fondateur des Pauvres franciscaines de la Sainte-Famille             |
| 13. |       | Marguerite Marie López de Maturana                  | 22 octobre 2006       | Bilbao, Espagne        | (1884-1934) fondatrice des sœurs mercédaires missionnaires                                         |
| 14. |       | Mariano de la Mata Aparicio                         | 5 novembre 2006       | São Paulo, Brésil      | (1905-1983), prêtre augustin espagnol, missionnaire au Brésil                                      |
| 15. |       | Euphrasie du Sacré-Cœur de Jésus Sainte depuis 2014 | 3 décembre 2006       | Ollur, Inde            | (1877-1952), religieuse et mystique carmélite indienne                                             |

## 2007
| No. | Image    | Bienheureux                            | Date de béatification | Lieu de béatification               | Informations |
| --- | -------- | -------------------------------------- | --------------------- | ----------------------------------- | --- |
| 1.  |          | Louis Boccardo                         | 14 avril 2007         | Turin, Italie                       | (1861-1936), prêtre italien, très dynamique et estimé, il se dévoua auprès des pauvres et des malades, forma les prêtres, prêcha et passa de longues heures au confessionnal. Supérieur des Pauvres filles de saint Gaétan, fondées par son frère, il fonda une branche contemplative, les Sœurs de Jésus-Roi, destinées à une vie de prière pour l'Église et les prêtres. |
| 2.  | framless | Marie Madeleine Starace                | 15 avril 2007         | Castellammare di Stabia, Italie     | (1845-1921), religieuse italienne, fondatrice de la Congrégation des Sœurs compassionistes servites de Marie. |
| 3.  | framless | François Spoto                         | 21 avril 2007         | Palerme, Italie                     | (1924-1964), prêtre italien et martyr. Supérieur général des Missionnaires serviteurs des pauvres, il développa son institut, notamment en Afrique. Lors d'une de ses visites au Congo, il fut enlevé lors de la guerre civile, et mourut des mauvais traitements subis pour avoir offert sa vie pour libérer ses religieux.                                               |
| 4.  |          | Bruna Pellesi                          | 29 avril 2007         | Rimini, Italie                      | (1917-1972), religieuse italienne de la Congrégation des Franciscaines missionnaires du Christ. Gravement malade, elle se dévoue pourtant aux autres à l'infirmerie, et sa grande piété la fit considérée comme une sainte dès son vivant. |
| 5.  |          | Marie del Carmen González Ramos        | 6 mai 2007            | Malaga, Espagne                     | (1834-1899), religieuse espagnole. Après la mort de son époux, elle ouvrit une petite école pour les enfants pauvres, puis donna naissance à la Congrégation des Franciscaines des Sacrés Cœurs d'Antequera, destinée au soin des malades et à l'enseignement des jeunes.                                                                                                  |
| 6.  |          | Charles Liviero                        | 27 mai 2007           | Città di Castello, Italie           | (1866-1932), évêque italien de Città di Castello, il visita plusieurs fois son diocèse, organisa plusieurs synodes, fonda églises, séminaires et prêchait des missions pour raviver la foi chrétienne de la population. Il fut le fondateur des Petites Servantes du Sacré-Cœur, destinées aux jeunes en difficulté et aux personnes âgées.                                |
| 7.  |          | Basile Moreau                          | 15 septembre 2007     | Le Mans, France                     | (1799-1873), prêtre français. Marqué par la déchristianisation des campagnes dû notamment à la Révolution française, il fonda la Congrégation de Sainte-Croix, puis celle des Marianites de Sainte-Croix. |
| 8.  |          | Marie-Céline de la Présentation        | 16 septembre 2007     | Bordeaux, France                    | (1878-1897), religieuse clarisse française. Malgré son handicape et la tuberculose, elle parvint à devenir religieuse, son grand rêve, où elle se fit remarquer des autres sœurs par sa piété, sa discipline et les faits surnaturels qui se produisaient autour de sa personne.                                                                                           |
| 9.  |          | Stanislas Papczyński Saint depuis 2016 | 16 septembre 2007     | Licheń, Pologne                     | (1631-1701), prêtre et éducateur polonais, il donna naissance aux Marianistes polonais, pour l'évangélisation des campagnes et le soin des miséreux. |
| 10. |          | Marie Merkert                          | 30 septembre 2007     | Nysa, Pologne                       | (1817-1872), religieuse allemande, fondatrice des sœurs de Sainte Élisabeth. |
| 11. |          | Albertina Berkenbrock                  | 20 octobre 2007       | Tubarão, Brésil                     | (1919-1931), jeune brésilienne, martyre de la pureté. Jeune fille pieuse, elle refusait les avances des employés de son père pour conserver sa pureté. Un des jeunes hommes, excédé par son refus, finit par la poignarder sauvagement, alors qu'elle n'avait que 12 ans.                                                                                                  |
| 12  |          | Manuel Gómez González (pt)             | 21 octobre 2007       | Frederico Westphalen, Brésil        | (1877-1924), prêtre portugais, missionnaire au Brésil, martyr. |
| 13  |          | Adílio Daronch                         | 21 octobre 2007       | Frederico Westphalen, Brésil        | (1908-1924), jeune brésilien, martyr |
| 14. | framless | Franz Jägerstätter                     | 26 octobre 2007       | Linz, Autriche                      | (1907-1943), martyr autrichien. |
| 15. |          | Céline Chludzińska Borzęcka            | 27 octobre 2007       | Rome, Italie                        | (1833-1913), religieuse polono-lituanienne, fondatrice de la Congrégation des Sœurs de la Résurrection |
| 16. |          | 498 Martyrs de la guerre d'Espagne     | 28 octobre 2007       | Place Saint-Pierre, Cité du Vatican | Parmi ces béatifiés du 28 octobre, nous avons : - José Tristany Pujol (1892, 1936), prêtre dans l'Ordre des Carmes déchaux - Apolonia du Saint-Sacrement (1867, 1936), supérieure de la congrégation des Carmélites de la Charité. |
| 17. |          | Zéphyrin Namuncurá                     | 11 novembre 2007      | Chimpay, Argentine                  | (1886-1905), jeune argentin. Issu de la tribu des mapuches, dès son enfance il manifeste de la piété et son désir de devenir prêtre. Devenu coopérateur salésien, il entra au séminaire, mais la tuberculose l'emporta, après un long temps de maladie supporté avec une patience qui édifiait ses compagnons.                                                             |
| 18. |          | Antoine Rosmini                        | 18 novembre 2007      | Novare, Italie                      | (1797-1855) prêtre et philosophe italien, fondateur des Pères Rosminiens. |
| 19. |          | Lindalva Justo de Oliveira             | 2 décembre 2007       | Salvador de Bahia, Brésil           | (1953-1993), religieuse brésilienne des Filles de la Charité, martyre de la pureté. Chargée de la section masculine d'une maison de retraite, un homme lui fit de nombreuses avances, qu'elle refusait par fidélité à son vœu de chasteté. Un vendredi saint, alors qu'elle participait au chemin de croix, elle fut poignardée mortellement par cet homme.                |

## 2008
| No.  | Image    | Bienheureux                              | Date de béatification | Lieu de béatification    | Informations |
| ---- | -------- | ---------------------------------------- | --------------------- | ------------------------ | --- |
| 1.   |          | Joséphine Nicoli                         | 3 février 2008        | Cagliari, Italie         | (1863-1924), religieuse italienne des Filles de la Charité, exemplaire dans son dévouement aux nécessiteux et aux enfants pauvres de Cagliari. |
| 2.   |          | Célestine Donati                         | 30 mars 2008          | Florence, Italie         | (1848-1925), religieuse italienne, qui fonda la Congrégation des Filles pauvres de saint Joseph Calasanz pour venir en aide aux enfants maltraités ou dont les parents sont en prison. Elle accomplit son œuvre au milieu de nombreuses épreuves, sans se décourager. |
| 3.   |          | Candelaria de San José                   | 27 avril 2008         | Caracas, Venezuela       | (1863-1940), religieuse carmélite vénézuélienne, qui fonda la Congrégation des carmélites vénézuéliennes. Sa charité pour les pauvres et les plus nécessiteux la poussa à fonder de nombreux hôpitaux à travers le Venezuela. |
| 4.   |          | Marie-Madeleine de l'Incarnation         | 3 mai 2008            | Rome, Italie             | (1770 – 1824), religieuse italienne, fondatrice de l'ordre des Adoratrices perpétuelles du Saint-Sacrement. |
| 5.   |          | Marie Rose Flesch                        | 4 mai 2008            | Trèves, Allemagne        | (1826-1906), religieuse allemande qui, après avoir surmonté de nombreuses difficultés, parvint à se consacrer à Dieu et fonda la Congrégation des Franciscaines de la Bienheureuse Vierge Marie des Anges pour venir en aide à la jeunesse abandonnée et aider les prêtres. |
| 6.   |          | Marthe Wiecka                            | 24 mai 2008           | Lviv, Ukraine            | (1874 - 1904), religieuse catholique polonaise, appartenant à la congrégation des Filles de la charité de Saint-Vincent-de-Paul. |
| 7.   |          | Marie-Joséphine de Jésus crucifié        | 1er juin 2008         | Naples, Italie           | (1894-1948), carmélite italienne, qui connut plusieurs années la maladie avant d'être miraculeusement guérie. Douée de dons mystiques, notamment de celui de "lire dans les cœurs", on se pressait auprès d'elle pour avoir conseils et prières. Sujette à de grandes souffrances physiques, elle les offrait pour le "salut des âmes".                                                             |
| 8.   |          | Jacques de Ghazir                        | 22 juin 2008          | Beyrouth, Liban          | (1875-1954) prêtre capucin libanais, prédicateur de renom, qui fonda de nombreuses écoles, hôpitaux pour les plus miséreux, et donna naissance à la Congrégation des Franciscaines de la Croix du Liban. Il est surnommé le "saint Vincent de Paul libanais". |
| 9.   |          | Josepha Hendrina Stenmanns               | 29 juin 2008          | Sittard-Geleen, Pays-Bas | (1852-1903), religieuse, cofondatrice des Servantes de l’Esprit Saint |
| 10.  | framless | Vincente Marie Poloni                    | 21 septembre 2008     | Vérone, Italie           | (1802-1855) fondatrice des sœurs de la Miséricorde de Vérone. |
| 11.  |          | Michel Sopoćko                           | 28 septembre 2008     | Białystok, Pologne       | (1888-1975), prêtre polononais, connu pour avoir été le confesseur de sainte Faustine Kowalska. Jusqu'à sa mort il tenta d'appliquer les demandes que le Christ aurait transmis à sainte Faustine au sujet de la Divine Miséricorde. Il travailla à l'approbation de cette nouvelle dévotion malgré la méfiance d'une partie du clergé, et fonda la Congrégation des Sœurs de Jésus Miséricordieux. |
| 12.  |          | François Pianzola                        | 4 octobre 2008        | Pavie, Italie            | (1881 - 1943), prêtre italien, qui travailla à la rechristianisation des campagnes, et fonda pour l'aider dans cette tâche la congrégation des Sœurs missionnaires de l'Immaculée Reine de la Paix. |
| 13.  |          | François Bonifacio                       | 4 octobre 2008        | Trieste, Italie          | (1912-1946), prêtre italien mort martyr,. |
| 14.- |          | Louis et Zélie Martin Saints depuis 2015 | 19 octobre 2008       | Lisieux, France          | (1823-1894) et (1831-1877), époux et parents français. Leur vie de couple et de parents est reconnu comme exemplaire et authentiquement chrétienne. Toutes leurs filles sont devenues religieuses, et parmi elles on retrouve sainte Thérèse de Lisieux. |
| 15.  |          | Pierre Kasui Kibe et 187 compagnons      | 24 novembre 2008      | Nagasaki, Japon          | (1603-1639) et ses 187 compagnons martyrs. |
| 16.  | framless | José Olallo                              | 29 novembre 2008      | Camagüey, Cuba           | (1820-1889) |

## 2009
| No. | Image    | Bienheureux                                       | Date de béatification | Lieu de béatification    | Informations |
| --- | -------- | ------------------------------------------------- | --------------------- | ------------------------ | --- |
| 1.  | framless | Raphaël Louis Rafiringa                           | 7 juin 2009           | Antananarivo, Madagascar | (1856-1919), religieux lasallien malgache. Après sa conversion au catholicisme, il devint religieux, se dévouant à l'éducation des enfants. Après l'expulsion des missionnaires européens, il organisa la survie de la jeune communauté catholique malgache, à force de nombreux travaux et au prix de plusieurs épreuves, dont l'emprisonnement.        |
| 2.  |          | Émilie de Villeneuve Sainte depuis 2015           | 5 juillet 2009        | Castres, France          | (1811-1854), religieuse française. Elle renonça à une vie bien confortable, préférant se dévouer aux enfants abandonnées, aux prostituées et aux plus pauvres. Elle fonda les Sœurs de Notre-Dame de l’Immaculée Conception de Castres pour la poursuite de ses œuvres. Victime de sa charité, elle fut emportée par le choléra en soignant les malades. |
| 3.  |          | Eustache Kugler                                   | 4 octobre 2009        | Ratisbonne, Allemagne    | (1867- 1946), religieux allemand, de l'Ordre des hospitaliers de Saint-Jean-de-Dieu. Fondateur de l'hôpital de Ratisbonne, il se dévoua infatigablement aux malades, et s'insurgea contre l'extermination des malades mentaux et handicapés par les nazis.                                                                                               |
| 4.  |          | Ciriaco María Sancha y Hervás                     | 18 octobre 2009       | Tolède, Espagne          | (1833-1909), cardinal espagnol. D'abord missionnaire à Cuba, il y fonda les Sœurs de la Charité, et fut un temps emprisonné à cause de sa fidélité au pape. Successivement évêque de Madrid, archevêque de Valence puis de Tolède, il vécut pauvrement et eut le seul souci de propager la foi chrétienne à ses diocésains.                              |
| 5.  |          | Charles Gnocchi                                   | 25 octobre 2009       | Milan, Italie            | (1902-1956), prêtre italien. Aumônier militaire au cours de différents conflits, il risqua plusieurs fois sa vie pour mener son ministère sur le front, et sauva de nombreux juifs de la déportation nazie. Au lendemain de la Seconde Guerre mondiale, il s'occupa des orphelins et des enfants abandonnés, et créa la Fondation Pro mutilata enfance.  |
| 6.  |          | Zoltán Meszlényi                                  | 31 octobre 2009       | Budapest, Hongrie        | (1892-1951), évêque hongrois et martyr. Évêque auxiliaire d'Esztergom, il fut emprisonné sous le régime stalinien à cause de sa fonction religieuse. Soumis à une détention inhumaine, il succomba aux torturés subies, sans n'avoir jamais renier sa foi chrétienne.                                                                                    |
| 7.  |          | Marie-Alphonsine Danil Ghattas Sainte depuis 2015 | 22 novembre 2009      | Nazareth, Israël         | (1843-1927), religieuse palestinienne. Entrée en religion à 14 ans, c'est à la suite d'apparitions de la Vierge Marie qu'elle lança la fondation des Sœurs du Saint Rosaire de Jérusalem des Latins. Elle se consacra au catéchisme des enfants, et fut un exemple d'humilité et de vie religieuse pour ses sœurs et ceux qui la côtoyaient.             |

## 2010
| No. | Image    | Bienheureux                                         | Date de béatification | Lieu de béatification   | Informations |
| --- | -------- | --------------------------------------------------- | --------------------- | ----------------------- | --- |
| 1.  |          | Josep Samsó Elias                                   | 23 janvier 2010       | Barcelone, Espagne      | prêtre catalan, Martyr de la guerre d'Espagne |
| 2.  |          | Bernard de Hoyos                                    | 18 avril 2010         | Valladolid, Espagne     | (1711-1735), prêtre jésuite espagnol, mystique et promoteur de la dévotion au Sacré-Cœur de Jésus. |
| 3.  |          | Angiolo Paoli                                       | 25 avril 2010         | Rome, Italie            | (1642-1720), religieux carme italien. |
| 4.  |          | Joseph Tous y Soler                                 | 25 avril 2010         | Barcelone, Espagne      | (1811-1871), prêtre capucin, fondateur des Capucines de la Mère du Divin Pasteur |
| 5.  |          | Thérèse Manganiello                                 | 22 mai 2010           | Bénévent, Italie        | (1849–1876), laïque italienne membre du Tiers-Ordre franciscain. |
| 6.  |          | Maria Pierina De Micheli                            | 30 mai 2010           | Rome, Italie            | (1890-1945), religieuse italienne, de l'Institut des Filles de l'Immaculée Conception de Buenos Aires. À l'invitation du Christ dans des visions, elle devint la promotrice de la devotion à la Sainte Face. |
| 7.  |          | Jerzy Popiełuszko                                   | 6 juin 2010           | Varsovie, Pologne       | (1947-1984), prêtre polonais et martyr. Vicaire à Varsovie et aumônier du syndicat Solidarność, il célébra des "Messes pour la patrie", qui attirèrent des milliers de personnes, venus écouter ses sermons vibrants. Menacé et intimidé par le régime communiste, il n'abandonna pas son ministère auprès du peuple. Il finit par être assassiné par la police politique.                                |
| 8.  | framless | Manuel Lozano Garrido                               | 12 juin 2010          | Linares, Espagne        | (1920-1971), laïc espagnole. Atteint de paralysie, il poursuivit malgré son handicap ses activités d'écrivain et de journaliste, créa une revue pour les malades, était actif dans l'Action catholique, et réconfortait par sa foi profonde tous ceux qui venaient lui rendre visite. |
| 9.  |          | Lojze Grozde                                        | 13 juin 2010          | Celje, Slovénie         | (1923-1943), poète slovène, martyr. |
| 10. |          | Stéphane Nehmé                                      | 27 juin 2010          | Batroun, Liban          | (1889-1938), religieux libanais maronite. Il mena une vie religieuse ordinaire, remarquable toutefois par son sens de la présence se Dieu, son ascèse et sa charité envers les autres. Religieux simple mais exemple de ses frères. |
| 11. |          | Léopold d'Alpandeire                                | 12 septembre 2010     | Grenade, Espagne        | (1864-1956), religieux capucin espagnol. Frère lai et chargé de mendier la nourriture pour son couvent pendant 40 ans, il devint une figure populaire de Grenade, appréciée de tous pour sa disponibilité, son humilité et ses précieuses recommandations. |
| 12. |          | Marie de l'Immaculée de la Croix Sainte depuis 2015 | 18 septembre 2010     | Séville, Espagne        | (1926-1998), religieuse espagnole, des Sœurs de la compagnie de la Croix. Supérieure générale de sa congrégation de 1977 à sa mort, elle fonda de nombreux couvents et fut un véritable exemple pour ses sœurs, réalisant les tâches les plus ingrates toujours avec joie et prenant elle-même soin des enfants et des nécessiteux.                                                                       |
| 13. |          | John Henry Newman Saint depuis 2019                 | 19 septembre 2010     | Birmingham, Royaume-Uni | (1801-1890), cardinal anglais. D'abord prêtre anglican, il se convertit au catholicisme et devint un théologien de renom. Il implanta la Congrégation de l'oratoire sur le territoire britannique, mena des centaines de retraites, fut l'auteur de nombreux ouvrages et revues pour la propagation de la théologie catholique. Il fut créé cardinal à la fin de sa vie en reconnaissance de ses travaux. |
| 14. | framless | Gérard Hirschfelder                                 | 19 septembre 2010     | Münster, Allemagne      | (1907 - 1942) , prêtre catholique allemand, résistant au nazisme et mort en déportation à Dachau. |
| 15. |          | Chiara Badano                                       | 25 septembre 2010     | Rome, Italie            | (1971-1990), jeune laïque italienne. Membre du mouvement des Focolari depuis son plus jeune âge, elle mena une vie ordinaire, bien que très imprégnée de son intense vie spirituelle, qui se manifesta plus encore lors de son cancer des os, qu'elle vécut avec générosité et transmettant sa joie à tous ceux qui la côtoyait.                                                                          |
| 16. |          | Anne Marie Adorni                                   | 3 octobre 2010        | Parme, Italie           | (1805-1893), religieuse italienne. Épouse et mère de famille, c'est une fois devenue veuve qu'elle put réaliser son souhait de se consacrer dans la vie religieuse, et elle se mit au service des femmes délinquantes et détenues, pour lesquelles elle fonda les Servantes de l'Immaculée Conception de Parme                                                                                            |
| 17. |          | Alphonsa Clerici                                    | 23 octobre 2010       | Verceil, Italie         | (1860-1930), membre des sœurs du Précieux Sang de Monza |
| 18. |          | Szilárd Ignác Bogdánffy                             | 30 octobre 2010       | Oradea, Roumanie        | (1911-1953), évêque roumain et martyr. Évêque auxiliaire pour Satu Mare et Oradea, il exerça son ministère en cachette sous le régime communiste. Arrêté, il fut torturé et enfin exécuté pour avoir refusé de collaborer à l'érection d'une Église contrôlée par le régime et séparée du pape. |
| 19. |          | Barbara Maix                                        | 6 novembre 2010       | Porto Alegre, Brésil    | (1818-1873), religieuse brésilienne, fondatrice des sœurs du Cœur Immaculé de Marie. |

## 2011
| No. | Image    | Bienheureux                              | Date de béatification | Lieu de béatification               | Informations |
| --- | -------- | ---------------------------------------- | --------------------- | ----------------------------------- | --- |
| 1.  |          | Jean-Paul II Saint depuis 2014           | 1er mai 2011          | Place Saint-Pierre, Cité du Vatican | (1920–2005), Pape. Archevêque de Cracovie, il fut élu pape en 1978. Il tenta de mettre en œuvre les directives prises par le Concile Vatican II, en lançant la nouvelle évangélisation, dont les Journées mondiales de la Jeunesse sont issues. Il travailla à la paix et au dialogue interreligieux, et effectua une centaine de voyages dans le monde. Sa piété, son style et son énergie, même lors de la maladie, firent de lui un pape très populaire et considéré comme un saint. |
| 2.  | framless | Justin Russolillo                        | 7 mai 2011            | Naples, Italie                      | (1891-1955), prêtre italien. Curé à Naples, il fonda la Société des divines vocations, pour soutenir, aider et former les candidats à la prêtrise. Également prédicateur et auteur d'écrits pastoraux et spirituels, il encouragea les laïcs à la sainteté. |
| 3.  |          | Georg Häfner                             | 15 mai 2011           | Wurtzbourg, Allemagne               | (1900-1942), prêtre allemand, membre du Tiers-Ordre carmélite, mort dans le camp de concentration de Dachau. |
| 4.  |          | Marie Claire de l'Enfant Jésus           | 21 mai 2011           | Lisbonne, Portugal                  | (1843–1899), religieuse portugaise, fondatrice des franciscaines hospitalières de l'Immaculée Conception |
| 5.  | framless | Irmã Dulce Sainte depuis 2019            | 22 mai 2011           | Salvador de Bahia, Brésil           | (1914-1992), religieuse brésilienne, des Sœurs missionnaires de l'Immaculée Conception de la Mère de Dieu. Elle se dévoua aux plus nécessiteux, notamment aux enfants abandonnés et aux malades. Sa charité fut telle que ses œuvres furent médiatisées, et elle était surnommée par les pauvres : le "bon ange de Bahia". |
| 6.  |          | Marie-Séraphine du Sacré-Cœur            | 28 mai 2011           | Faicchio, Italie                    | (1849-1911), religieuse et mystique catholique italienne, fondatrice des sœurs des Anges. |
| 7.  |          | Juan de Palafox y Mendoza                | 5 juin 2011           | El Burgo de Osma, Espagne           | (1600-1659), évêque espagnol puis vice-roi de Nouvelle-Espagne en 1642. |
| 8.  |          | Aloïs Andritzki                          | 13 juin 2011          | Dresde, Allemagne                   | (1914-1943), prêtre allemand, opposant au nazisme, mort dans le camp de concentration de Dachau. |
| 9.  |          | Marguerite Rutan                         | 19 juin 2011          | Dax, France                         | (1736-1794), religieuse française des Filles de la Charité, morte guillotinée durant la Terreur. |
| 10. |          | Martyrs de Lübeck                        | 25 juin 2011          | Lübeck, Allemagne                   | Johannes Prassek (1911-1943) et ses deux compagnons. Prêtres catholiques allemands, tués pour leur opposition au régime nazi. |
| 11. |          | Séraphin Morazzone (it)                  | 26 juin 2011          | Milan, Italie                       | (1747-1822), prêtre italien. |
| 12. |          | Enrichetta Alfieri                       | 26 juin 2011          | Milan, Italie                       | (1891 - 1951), religieuse italienne membre des Sœurs de la charité de Sainte-Jeanne-Antide-Thouret |
| 13. |          | Clément Vismara                          | 26 juin 2011          | Milan, Italie                       | (1897-1988), prêtre italien, de l'Institut pontifical pour les missions étrangères. Missionnaire en Birmanie pendant 65 ans auprès des tribus indigènes, il tenta de combler leurs misères humaines et spirituelles, par la prédication et l'aide matérielle (construction d'écoles, d'orphelinats, de dispensaires et d'églises). |
| 14. | framless | János Scheffler (de)                     | 3 juillet 2011        | Satu Mare, Roumanie                 | (1887–1952), évêque roumain, mort en prison sous le gouvernement communiste. |
| 15. | framless | Hélène Aiello                            | 14 septembre 2011     | Cosenza, Italie                     | (1895-1961), religieuse italienne. Fondatrice de la congrégation des sœurs minimes de la Passion du Christ, destinée à la prise en charge des enfants abandonnés, et de leur éducation chrétienne. En parallèle d'une vie dévouée aux plus nécessiteux, elle eut une intense vie mystique (visions, prophéties, stigmates). |
| 16. |          | François Paleari (it)                    | 17 septembre 2011     | Turin, Italie                       | (1863–1939), prêtre italien, membre de la société des prêtres de Saint Joseph Benoît Cottolengo. |
| 17. |          | Martyres de la Drina                     | 24 septembre 2011     | Sarajevo, Bosnie-Herzégovine        | Religieuses de la congrégation des filles de la Charité divine assassinées pour leur foi en décembre 1941 en Bosnie-Herzégovine. |
| 18. |          | Antoinette Marie Verna                   | 2 octobre 2011        | Ivrée, Italie                       | (1773–1838), religieuse italienne, fondatrice des sœurs de la charité de l'Immaculée Conception d'Ivrée. |
| 19. |          | Anne Marie Janer i Anglarill             | 8 octobre 2011        | La Seu d'Urgell, Espagne            | (1800-1885), religieuse espagnole fondatrice des sœurs de la Sainte Famille d'Urgell. |
| 20. |          | María Catalina Irigoyen Echegaray        | 29 octobre 2011       | Madrid, Espagne                     | (1848-1918), religieuse espagnole membre des Servantes de Marie, ministres des malades. |
| 21. |          | Charles Lampert                          | 13 novembre 2011      | Dornbirn, Autriche                  | (1894-1944), vicaire catholique du diocèse d'Innsbruck, résistant, déporté, exécuté par les nazis. |
| 22. |          | Francisco Esteban Lacal et 21 compagnons | 17 décembre 2011      | Madrid, Espagne                     | (1888-1936), prêtre espagnol, des oblats de Marie-Immaculée, mort martyr durant la guerre d'Espagne. |

## 2012
| No. | Image    | Bienheureux                         | Date de béatification | Lieu de béatification      | Informations |
| --- | -------- | ----------------------------------- | --------------------- | -------------------------- | --- |
| 1.  |          | Hildegarde Burjan                   | 29 janvier 2012       | Vienne, Autriche           | (1883-1933), femme politique et religieuse autrichienne. Passée du judaïsme au catholicisme, elle enracina sa vie chrétienne dans l'engagement auprès des plus nécessiteux, et en fit son combat comme parlementaire. Elle fonda les Sœurs de la charité sociale, qu'elle guida jusqu'à sa mort.    |
| 2.  |          | María Inés Teresa Arias Espinosa    | 21 avril 2012         | Mexico, Mexique            | (1904-1981), religieuse mexicaine. Elle fonda les Missionnaires clarisses du saint Sacrement et 5 autres instituts liés, pour la rechristianisation du Mexique. Sa vie religieuse et son zèle missionnaire furent l'exemple de ses sœurs et de ceux qui la cotoyèrent.                              |
| 3.  | framless | Giuseppe Toniolo                    | 29 avril 2012         | Rome, Italie               | (1845-1918), économiste et un sociologue italien, acteurs du Mouvement catholique italien. |
| 4.  |          | Pierre-Adrien Toulorge              | 29 avril 2012         | Coutances, France          | (1757-1793), chanoine prémontré français, martyr. Il fut arrêté sous la Révolution française et guillotiné. |
| 5.  | framless | Marie-Louise de Lamoignon           | 27 mai 2012           | Vannes, France             | (1763-1825), par son mariage comtesse Molé de Champlâtreux. Après l'exécution de son époux durant la Révolution française et une succession d'épreuves, elle se consacra à l'éducation des jeunes filles pauvres et abandonnées, pour lesquelles elle fonda les Sœurs de la charité de Saint-Louis. |
| 6.  |          | Jean-Joseph Lataste                 | 3 juin 2012           | Besançon, France           | (1832-1869), prêtre dominicain français. Prédicateur de retraites, auteur d'ouvrages spirituels, il contribua au renouveau de l'Ordre dominicain en France. Son souci des détenues et des femmes marginalisées le poussa à fonder la Congrégation des Dominicaines de Béthanie.                     |
| 7.  |          | Cecilia Eusepi                      | 17 juin 2012          | Nepi, Italie               | (1910-1928), laïque italienne, membre du tiers-ordre des Servites de Marie. Elle offrit sa vie pour le salut des âmes, et vécut la maladie pulmonaire qui la conduit à la mort comme une offrande à Dieu. Son itinéraire spirituel est retracé dans son journal.                                    |
| 8.  |          | Mariano Arciero (it)                | 24 juin 2012          | Contursi Terme, Italie     | (1707–1788), prêtre et théologien italien. |
| 9.  |          | Louis Brisson                       | 22 septembre 2012     | Troyes, France             | (1817-1908), prêtre français. Aumônier du couvent de la Visitation de Troyes, il se dépensa à soulager la misère du monde ouvrier et à rechristianiser les classes populaires par l'éducation et les missions. Il fonda les Oblats et les Oblates de Saint François de Sales.                       |
| 10. |          | Gabriel Allegra                     | 29 septembre 2012     | Acireale, Italie           | (1907-1976), prêtre franciscain italien. Missionnaire en Chine pendant 45 ans, il travailla inlassablement à la formation chrétienne de la population, malgré les épreuves et les obstacles causés par le régime communiste.                                                                        |
| 11. |          | Frédéric Bachstein et 13 compagnons | 13 octobre 2012       | Prague, République tchèque | (1561-1611), religieux de l'Ordre des frères mineurs, tués par les protestants à Prague lors des guerres de religion |
| 12. | framless | Marie-Louise Prosperi               | 10 novembre 2012      | Pérouse, Italie            | (1799-1847), religieuse italienne |
| 13. | framless | Marie Crescence Pérez               | 17 novembre 2012      | Buenos Aires, Argentine    | (1897-1932), religieuse argentine de la congrégation des filles de Notre Dame du Jardin. |
| 14. |          | Maria Troncatti                     | 24 novembre 2012      | Macas, Équateur            | (1883-1969), religieuse italienne, des Filles de Marie-Auxiliatrice. Missionnaire en Équateur pendant 47 ans, elle apporta du soulagement aux pauvretés spirituelles et humaines des populations d'Amazonie, desquelles elle était surnommée "notre mère".                                          |
| 15. |          | Devasahayam Pillai                  | 2 décembre 2012       | Nagercoil, Inde            | (1712-1752), martyr indien. Officiel de la cour du Tamil Nadu, sa conversion au catholicisme irrite la caste sacerdotale qui le font emprisonner et torturer pendant 3 ans, sans obtenir le reniement de sa foi chrétienne. Il est finalement fusillé.                                              |